# День Перемоги над Японією на Таймс-сквер

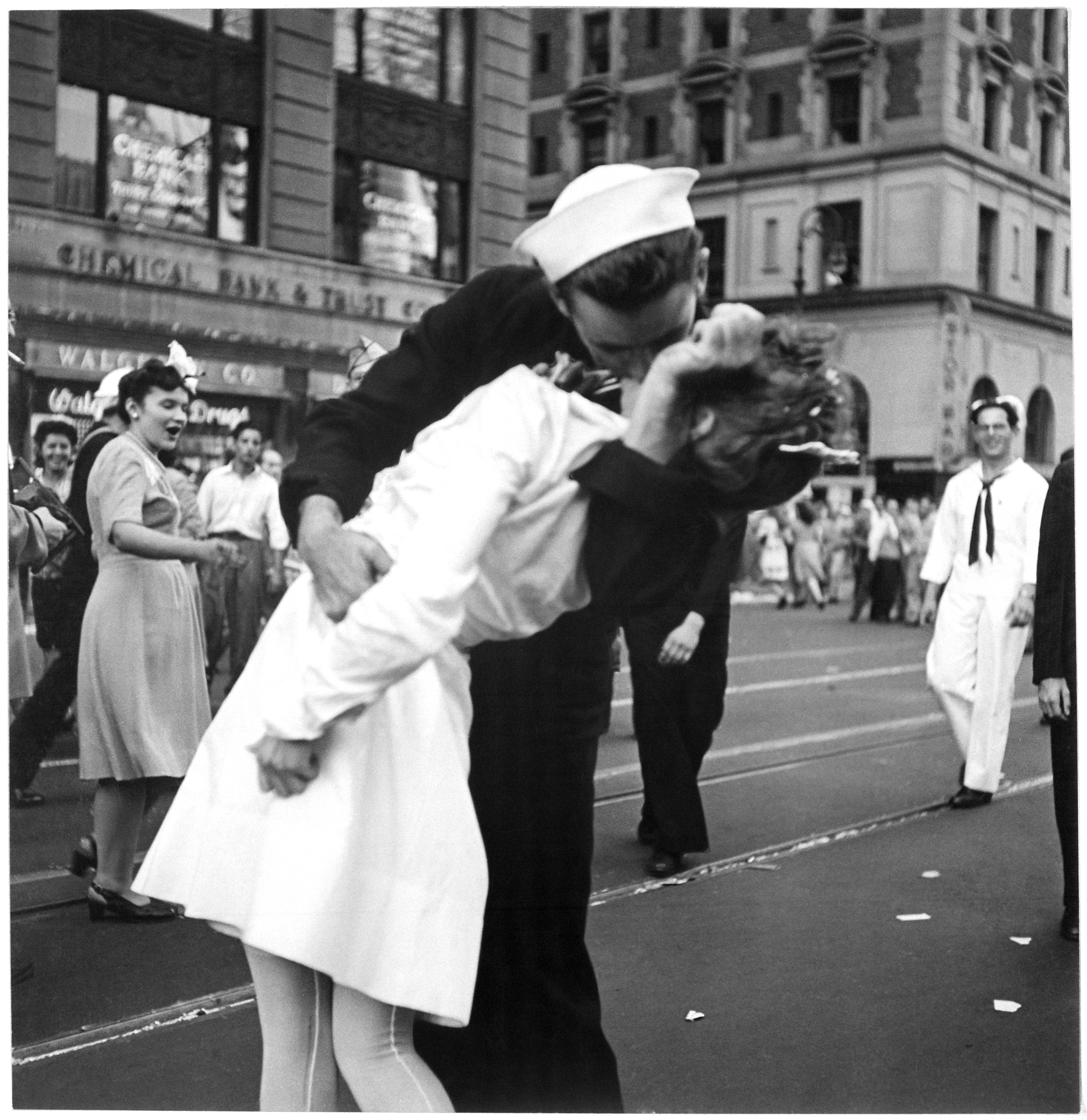
День Перемоги над Японією на Таймс-сквер. 14 серпня 1945

День Перемоги над Японією на Таймс-сквер (англ. VJ Day in Times Square) — світлина, зроблена Альфредом Ейзенштадтом, на якій зображений американський моряк Гленн Макдаффі, який цілує медсестру, як вважається, Едіт Шейн, одягнену в білу сукню, в День Перемоги над Японією, 14 серпня 1945 року на Таймс-сквер, Нью-Йорк. Через тиждень фотографії були опубліковані на сторінках журналу Life.
На першій сторінці розвороту були представлені фотографії трьох поцілунків з Вашингтона, Канзас-сіті і Маямі, а фотографія Ейзенштадтта займала цілу сторінку, навпроти. Поцілунок був улюбленою позою для фотографів ЗМІ під час війни, але Ейзенштадт сфотографував спонтанну подію, яка сталася на Таймс-сквер, коли президент Трумен оголосив про закінчення війни з Японією. Офіційно свято припадає не на 14 серпня, а на день офіційного підписання капітуляції 2 вересня — September 2 is the official celebration of VJ Day in the United States (в Японії відзначається як День пам'яті).

## Передісторія
Альфред Ейзенштадт почав захоплюватися фотографією в 14 років, коли батьки подарували йому його першу камеру. З початком Першої світової війни, Ейзенштадт був призваний до лав німецької армії і став артилеристом. Отримавши поранення на війні і повернувшись до мирного життя, він не забув своє дитяче захоплення, але навіть не думав робити його своєю професією. В 1927 році, йому вдалося продати свою першу фотографію. І вже на початку 1930-х років Ейзенштадт прославився фотографіями, які сьогодні вважаються класикою журналістики: саме він зобразив першу зустріч Гітлера і Муссоліні в 1934 році та в 1933 році зробив знімок Геббельса, з поглядом повним ненависті. В 1935 році Ейзенштадт емігрував в США. Він влаштувався на роботу в журнал Life. Там працював з камерою Rolleiflex, що дозволяла фотографувати людей, не привертаючи уваги. Однак свій найвідоміший знімок Ейзенштедт зробив у відкриту, ні від кого не криючись.

## Обставини
14 серпня 1945 рік Японія прийняла умови капітуляції. Новина про це швидко поширилася по США: на вулиці вийшло величезна кількість людей, які перебували у той день в місті Нью-Йорк фотожурналіст Альфред Ейзенштадт кинувся зі своїм 35-міліметровим фотоапаратом знімати святкування. У той день він був на Таймс-сквер, де знімав багатьох, проте один молодий моряк відразу привернув його увагу. Як пізніше згадував Ейзенштадт:
|  | Він носився по всій вулиці, хапав усіх жінок, яких бачив - неважливо, були вони людьми похилого віку, огрядними або стрункими. Я біг перед ним зі своєю «Лейкою», обертаючись і намагаючись зробити знімок, однак жоден з них мені не подобався. І тут, раптово - як спалах - я побачив, що він схопив щось біле. Я повернувся і натиснув на кнопку в той самий момент, коли він поцілував медсестру. Якби вона була одягнена в щось темне, я б ніколи не сфотографував їх. Те ж саме - якщо б на ньому була світла форма, знімка б не було. |

Йому вдалося зробити чотири фотографії. В ході поцілунку Ейзенштедт встиг трохи поміняти настройки свого фотоапарата: за його словами, кадри були зроблені на плівку Kodak Super Double X з витримкою 1/125 секунди при діафрагмі між 5,6 і 8. Однак найвдалішою виявилася всього одна фотографія з цієї серії, її він і віддав в журнал.
14 серпня 1945 ріку Гленну Макдаффі було 18 років, і його частина була дислокована в Брукліні. Він відправився у метро на Таймс-сквер і, вийшовши на вулицю, дізнався про закінчення війни. До нього звернулася молода жінка: «Матрос, я так рада за тебе». «А що сталося?» — запитав її Макдаффі. «Війна закінчилася, ти можеш йти додому», — сказала медсестра. Молоді люди обнялися і поцілувалися. Як пізніше говорив Макдаффі: "я знаю, що цілував Едіт Шейн: ніколи більше не цілувався я з жінкою, у якої був би такий великий рот — від вуха до вуха. Таке не забувається ".
Едіт Шейн часто згадувала про той випадок в центрі Нью-Йорка, говорила, що незнайомий їй моряк несподівано з'явився з натовпу, обійняв її, поцілував і так само швидко зник:
|  | Я працювала в лікарні. Ми з другом почули по радіо, що Друга світова закінчилася і пішли на вулицю, на якій вже була дика юрба. Все відбувалося дуже бурхливо. Люди метушилися, обіймали і цілували один одного. Один матрос схопив мене і дуже довго цілував. Я навіть не бачила його, тому що закрила очі, коли ми цілувалися. А потім я повернулася і пішла в іншу сторону. Ми навіть нічого не сказали один одному. Я навіть не знаю, чи подивився він на мене. |

## Композиція
Розташована по центру кадру пара з першого ж погляду приковує увагу, матрос в чорному одязі і медсестра в білому, незважаючи на жорсткий контраст прекрасно гармонують, а перспектива яка сходиться на задньому плані вулиці підсилює глибину. Нюанси, які помічаєш не відразу, тільки додають впевненості, що перед тобою витвір мистецтва. Добрі емоції на обличчях оточуючих та ця пара людей, відверто говорять про загальну атмосферу того дня, а графічно ламані лінії рук головних героїв додають в кадр драматизм і збагачують його безмовним конфліктом.